# Абрамов, Михаил Леопольдович
Михаи́л Леопо́льдович Абра́мов (род. 6 июля 1956, Владивосток) — российский военачальник. Командующий Северным флотом (2004—2005), начальник Главного штаба ВМФ — первый заместитель Главнокомандующего ВМФ РФ (2005—2009), адмирал (12.06.2005). Заслуженный военный специалист Российской Федерации.

## Биография
Родился 6 июля 1956 года во Владивостоке. Окончил Тихоокеанское высшее военно-морское училище имени С. О. Макарова (1973—1978), Высшие специальные офицерские классы ВМФ (1983—1984), Военно-морскую академию имени Маршала Советского Союза А. А. Гречко (1987—1989) с отличием, Военную академию Генерального штаба Вооружённых Сил Российской Федерации (1999—2001) с отличием.
Служил на Тихоокеанском флоте командиром стартовой батареи (1978—1980), командиром минно-торпедной боевой части (1980—1981), старшим помощником командира (1981—1983), командиром (11.09.1984—31.08.1987) сторожевого корабля «Ретивый», начальником штаба 202-й бригады противолодочных кораблей (1989—1990), заместителем командира 183-й бригады противолодочных кораблей, начальником штаба и командиром 35-й дивизии надводных кораблей (1990—1995), начальником штаба Камчатской флотилии разнородных сил (1995—1998), начальником штаба войск и сил на Северо-Востоке (1998—1999), командующим Приморской флотилией разнородных сил (12.2001—21.07.2003).
Контр-адмирал (27.07.1996), вице-адмирал (11.06.2002).
Начальник штаба Балтийского флота (21 июля 2003 — 27 мая 2004), командующий Северным флотом (29 мая 2004 — 4 сентября 2005), начальник Главного штаба ВМФ — 1-й заместитель Главнокомандующего ВМФ (04.09.2005—07.07.2009).
Командовал отрядом российского флота в Персидском заливе в 1992 году.
В июле 2009 года уволен в отставку по состоянию здоровья.

## Награды
- «За заслуги перед Отечеством» IV степени с мечами (19.09.2008[5]),
- «За военные заслуги»,
- Медали СССР и России,
- Заслуженный военный специалист Российской Федерации(30.10.2007[6])